# ازوار (اصفهان)
ازوار (اصفهان)، روستایی از توابع بخش مرکزی شهرستان اصفهان در استان اصفهان ایران است.

## جمعیت
این روستا در دهستان براآن جنوبی قرار دارد و براساس سرشماری مرکز آمار ایران در سال ۱۳۸۵، جمعیت آن ۳۱۲ نفر (۸۰خانوار) بوده است.